# كوون يانغ سوك
كوون يانغ سوك (بالكورية: 권양숙)‏ (و. 1947 – م) هي من كوريا الجنوبية .